# Sylvain Ripoll
Sylvain Ripoll (Rennes, 15 agosto 1971) è un allenatore di calcio ed ex calciatore francese, di ruolo difensore, tecnico del Guingamp.

## Carriera

### Giocatore
Dopo aver vestito la maglia del CPB Ginguené gioca per due stagioni nelle giovanili del Rennes, con cui nella stagione 1990-1991 dopo due anni passati nella squadra riserve esordisce nella massima serie francese. Dopo 9 presenze nella sua prima stagione, ne totalizza 23 nella stagione 1991-1992, conclusa con la retrocessione in seconda serie. Gioca in questa categoria per due campionati, con un totale di 37 presenze senza reti. Gioca poi in prestito per un anno al Le Mans, sempre in seconda serie; qui, gioca 33 partite e segna il suo primo gol in carriera in competizioni professionistiche.
Nell'estate del 1995 viene ceduto al Lorient, con cui gioca in totale per otto campionati consecutivi; i primi cinque sono in seconda serie e culminano nella promozione della stagione 1997-1998; dopo una stagione (la 1998-199) in cui Ripoll gioca 22 partite in massima serie, il Lorient retrocede nuovamente e conquista una nuova promozione dopo due anni. Nella stagione 2001-2002 Ripoll fa parte della rosa del Lorient in massima serie ma non gioca nessuna partita, conquistando comunque la Coppa di Francia insieme alla squadra; l'anno seguente gioca 6 partite in seconda serie ed a fine anno si ritira, con un bilancio di 4 gol in 221 partite ufficiali (207 delle quali in campionato) con la maglia del Lorient.

### Allenatore
Nella stagione 2014-2015 allena il Lorient nella prima divisione francese.

## Statistiche

### Allenatore

#### Club
Statistiche aggiornate al 23 maggio 2025. In grassetto le competizioni vinte.
| Stagione        | Squadra         | Campionato      | Campionato | Campionato | Campionato | Campionato | Coppe nazionali | Coppe nazionali | Coppe nazionali | Coppe nazionali | Coppe nazionali | Coppe continentali | Coppe continentali | Coppe continentali | Coppe continentali | Coppe continentali | Altre coppe | Altre coppe | Altre coppe | Altre coppe | Altre coppe | Totale | Totale | Totale | Totale | % Vittorie | Piazzamento |
| Stagione        | Squadra         | Comp            | G          | V          | N          | P          | Comp            | G               | V               | N               | P               | Comp               | G                  | V                  | N                  | P                  | Comp        | G           | V           | N           | P           | G      | V      | N      | P      | %          | Piazzamento |
| --------------- | --------------- | --------------- | ---------- | ---------- | ---------- | ---------- | --------------- | --------------- | --------------- | --------------- | --------------- | ------------------ | ------------------ | ------------------ | ------------------ | ------------------ | ----------- | ----------- | ----------- | ----------- | ----------- | ------ | ------ | ------ | ------ | ---------- | ----------- |
| 2014-2015       | Lorient         | L1              | 38         | 12         | 7          | 19         | CF+CdL          | 1+2             | 0+1             | 0+0             | 1+1             | -                  | -                  | -                  | -                  | -                  | -           | -           | -           | -           | -           | 41     | 13     | 7      | 21     | 31,71      | 16°         |
| 2015-2016       | Lorient         | L1              | 38         | 11         | 13         | 14         | CF+CdL          | 5+3             | 4+2             | 0+0             | 1+1             | -                  | -                  | -                  | -                  | -                  | -           | -           | -           | -           | -           | 46     | 17     | 13     | 16     | 36,96      | 15°         |
| ago.-ott. 2016  | Lorient         | L1              | 10         | 2          | 0          | 8          | CF+CdL          | 0+0             | 0+0             | 0+0             | 0+0             | -                  | -                  | -                  | -                  | -                  | -           | -           | -           | -           | -           | 10     | 2      | 0      | 8      | 20,00      | Eson        |
| Totale Lorient  | Totale Lorient  | Totale Lorient  | 86         | 25         | 20         | 41         |                 | 11              | 7               | 0               | 4               |                    | -                  | -                  | -                  | -                  |             | -           | -           | -           | -           | 97     | 32     | 20     | 45     | 32,99      |             |
| 2024-2025       | Guingamp        | L2              | 34+1       | 17         | 4          | 13+1       | CF              | 6               | 4               | 1               | 1               | -                  | -                  | -                  | -                  | -                  | -           | -           | -           | -           | -           | 41     | 21     | 5      | 15     | 51,22      | 5°          |
| Totale carriera | Totale carriera | Totale carriera | 121        | 42         | 24         | 55         |                 | 17              | 11              | 1               | 5               |                    | -                  | -                  | -                  | -                  |             | -           | -           | -           | -           | 138    | 53     | 25     | 60     | 38,41      |             |

#### Nazionale francese Under-21
Statistiche aggiornate al 19 giugno 2019.
| 2017                | Francia U-21        | Qual. Euro U-21 2019 | 1º nel Gruppo 9, qualificato | 5  | 5  | 0  | 0 | 100,00& | 15  | 5  | +10 |
| 2018                | Francia U-21        | Qual. Euro U-21 2019 | 1º nel Gruppo 9, qualificato | 5  | 4  | 1  | 0 | 80,00   | 9   | 1  | +8  |
| giu. 2019           | Francia U-21        | Euro U-21 2019       | Semifinale                   | 4  | 2  | 1  | 1 | 50,00   | 4   | 5  | -1  |
| 2019                | Francia U-21        | Qual. Euro U-21 2021 | 1º nel Gruppo 2, qualificato | 4  | 3  | 0  | 1 | 75,00   | 14  | 8  | +6  |
| 2020                | Francia U-21        | Qual. Euro U-21 2021 | 1º nel Gruppo 2, qualificato | 6  | 6  | 0  | 0 | 100,00& | 18  | 2  | +16 |
| mar.-giu. 2021      | Francia U-21        | Euro U-21 2021       | Quarti di finale             | 4  | 2  | 0  | 2 | 50,00   | 5   | 3  | +2  |
| 2021                | Francia U-21        | Qual. Euro U-21 2023 | 1° nel Gruppo H, qualificato | 6  | 5  | 1  | 0 | 83,33   | 20  | 1  | +19 |
| 2022                | Francia U-21        | Qual. Euro U-21 2023 | 1° nel Gruppo H, qualificato | 4  | 3  | 1  | 0 | 75,00   | 11  | 4  | +7  |
| giu.-lug. 2023      | Francia U-21        | Euro U-21 2023       | Quarti di finale             | 4  | 3  | 0  | 1 | 75,00   | 9   | 5  | +4  |
| Dal 2018 al 2023    | Francia U-21        | Amichevoli           |                              | 20 | 8  | 8  | 4 | 40,00   | 33  | 21 | +12 |
| Totale Francia U-21 | Totale Francia U-21 | Totale Francia U-21  | Totale Francia U-21          | 62 | 41 | 12 | 9 | 66,13   | 138 | 55 | +83 |

#### Nazionale Olimpica
| Squadra          | Naz                | da             | a             | Record | Record | Record | Record     | Record | Record | Record | Record |
| G                | V                  | N              | P             | GF     | GS     | DR     | Vittorie % |        |        |        |        |
| ---------------- | ------------------ | -------------- | ------------- | ------ | ------ | ------ | ---------- | ------ | ------ | ------ | ------ |
| Francia Olimpica | Francia (bandiera) | 12 luglio 2021 | 7 agosto 2021 | 4      | 2      | 0      | 2          | 7      | 12     | −5     | 50,00  |

| Cronologia completa delle presenze e delle reti in nazionale ― Francia olimpica | Cronologia completa delle presenze e delle reti in nazionale ― Francia olimpica | Cronologia completa delle presenze e delle reti in nazionale ― Francia olimpica | Cronologia completa delle presenze e delle reti in nazionale ― Francia olimpica | Cronologia completa delle presenze e delle reti in nazionale ― Francia olimpica | Cronologia completa delle presenze e delle reti in nazionale ― Francia olimpica | Cronologia completa delle presenze e delle reti in nazionale ― Francia olimpica | Cronologia completa delle presenze e delle reti in nazionale ― Francia olimpica |
| Data                                                                            | Città                                                                           | In casa                                                                         | Risultato                                                                       | Ospiti                                                                          | Competizione                                                                    | Reti                                                                            | Note                                                                            |
| ------------------------------------------------------------------------------- | ------------------------------------------------------------------------------- | ------------------------------------------------------------------------------- | ------------------------------------------------------------------------------- | ------------------------------------------------------------------------------- | ------------------------------------------------------------------------------- | ------------------------------------------------------------------------------- | ------------------------------------------------------------------------------- |
| 16-7-2021                                                                       | Seoul                                                                           | Corea del Sud olimpica                                                          | 1 – 2                                                                           | Francia olimpica                                                                | Amichevole                                                                      | Randal Kolo Muani Nathanaël Mbuku                                               | Cap: A. Gignac                                                                  |
| 22-7-2021                                                                       | Tokyo                                                                           | Messico olimpica                                                                | 4 – 1                                                                           | Francia olimpica                                                                | Olimpiadi 2020 - 1°turno                                                        | André-Pierre Gignac (rig.)                                                      | Cap: A. Gignac                                                                  |
| 25-7-2021                                                                       | Saitama                                                                         | Francia olimpica                                                                | 4 – 3                                                                           | Sudafrica olimpica                                                              | Olimpiadi 2020 - 1°turno                                                        | 3 André-Pierre Gignac Téji Savanier                                             | Cap: A. Gignac                                                                  |
| 28-7-2021                                                                       | Yokohama                                                                        | Francia olimpica                                                                | 0 – 4                                                                           | Giappone olimpica                                                               | Olimpiadi 2020 - 1°turno                                                        | -                                                                               | Cap: A. Gignac                                                                  |
| Totale                                                                          |                                                                                 | Presenze                                                                        | 4                                                                               |                                                                                 | Reti                                                                            | 7                                                                               |                                                                                 |

## Palmarès

### Giocatore

#### Competizioni nazionali
- Coppa di Francia: 1

Lorient: 2001-2002